# Lynette Howell Taylor
Lynette Howell Taylor (* 18. Mai 1979 in Liverpool) ist eine Filmproduzentin.
Taylor studierte am Liverpool Institute for Performing Arts und war danach im Theater-Bereich in London tätig, bevor sie im selben Bereich ein Jobangebot für die Vereinigten Staaten erhielt.
Taylor tritt seit 2006 als Produzentin für Fernsehen und in erster Linie Film in Erscheinung, bis 2015 mit dem Namen Lynette Howell. Ihr Schaffen umfasst mehr als zwei Dutzend Produktionen, darunter auch einige Dokumentarfilme. 2020 produzierte sie gemeinsam mit Stephanie Allain die Ausstrahlung der Oscarverleihung 2020, wofür die beiden für den Emmy nominiert wurden.
Taylor ist Begründerin der Produktionsfirma 51 Entertainment, die sich u. a. im Bereich der Gender-Gerechtigkeit für die gleiche Bezahlung einsetzt. Die erste Filmproduktion, die der Gründung 2017 folgte, war Unicorn Store, das Regiedebüt von Brie Larson.
Taylors größter Erfolg war A Star Is Born (2018), das preisgekrönte Regiedebüt von Bradley Cooper. Mit diesem hatte sie bereits bei der Produktion von The Place Beyond the Pines zusammengearbeitet.
Bei der Oscarverleihung 2019 war sie mit Bill Gerber und Bradley Cooper für den von Cooper inszenierten Film A Star Is Born  für den Oscar in der Kategorie Bester Film nominiert. Hinzu kam eine Nominierung bei den British Academy Film Awards 2019.
Für Half Nelson war Taylor 2007 bei den Independent Spirit Awards 2007 nominiert und erhielt 2006 den Gotham Award. 

## Filmografie (Auswahl)
- 2006: Stephanie Daley
- 2006: Half Nelson
- 2007: The Passage
- 2008: Phoebe im Wunderland (Phoebe in Wonderland)
- 2009: Zeit der Trauer (The Greatest)
- 2010: Blue Valentine
- 2011: On the Ice
- 2011: Terri
- 2011: Shark Night 3D
- 2012: 28 Hotel Rooms
- 2012: The Place Beyond the Pines
- 2014: Alex of Venice
- 2014: Kristy – Lauf um dein Leben (Kristy)
- 2014: Big Eyes
- 2016: The Accountant
- 2016: Captain Fantastic – Einmal Wildnis und zurück (Captain Fantastic)
- 2017: Unicorn Store
- 2018: A Star Is Born
- 2020: Wander Darkly
- 2025: The Accountant 2